# Reichsverband deutscher Hausfrauenvereine

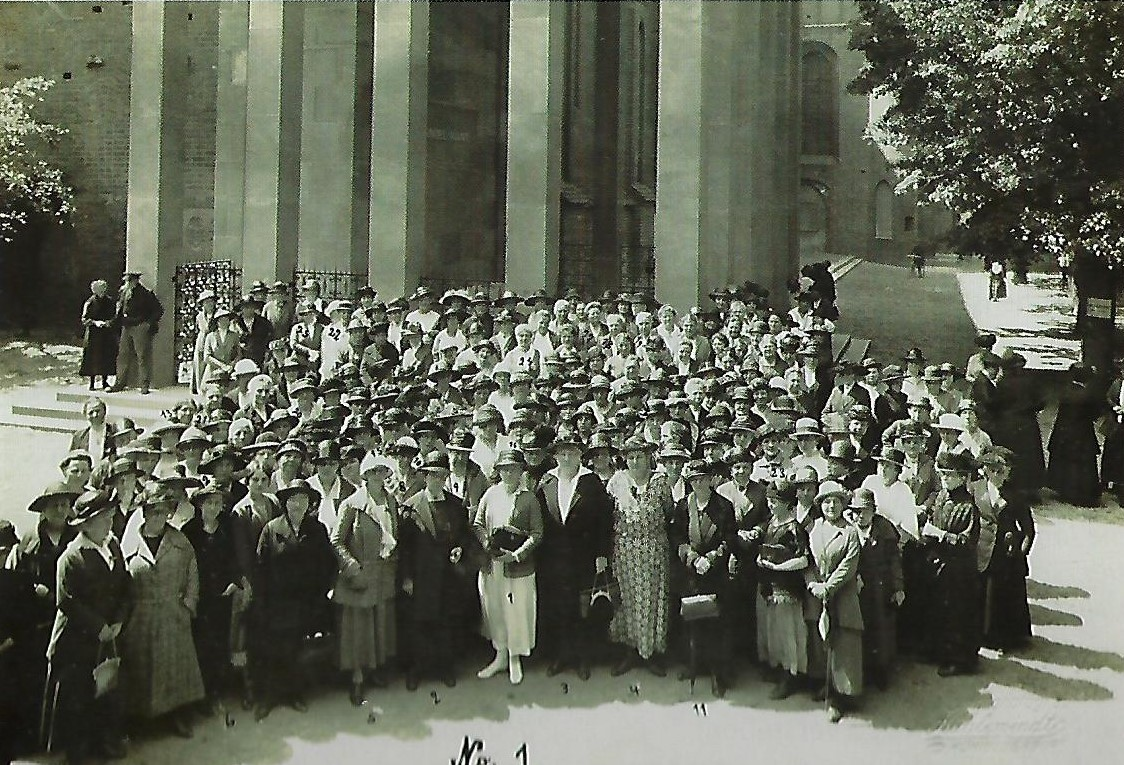
7. Arbeitstagung des Reichsverbandes Deutscher Hausfrauenbünde in Königsberg (1924)

Der Reichsverband deutscher Hausfrauenvereine bestand von 1915 bis 1935. Gegründet wurde er 1915 als Verband deutscher Hausfrauenvereine (VDH) unter dem Namen Deutscher Hausfrauenbund durch Hedwig Heyl. 1924 erfolgte die Umbenennung in Reichsverband deutscher Hausfrauenvereine (RDH). Die Gleichschaltung vollzog sich 1935 mit Übernahme in das Deutsche Frauenwerk.

## Vorgeschichte
Im Übergang zum 20. Jahrhundert bestanden in Berlin der Verband Fortschrittlicher Frauenvereine Berlin (VFFB), der Berliner Verein „Frauenwohl“, gegründet 1888 durch Minna Cauer, der Bund Deutscher Frauenvereine (BDF) (1894–1933) mit Helene Lange im Vorstand und der gemäßigt-bürgerliche Allgemeine Deutsche Frauenverein (ADF), gegr. 1865. Helene Lange (1848–1930) wurde 1902 prominentestes Vorstandsmitglied des ADF. Alsbald kristallisierte sich eine Polarisierung zwischen radikalen und gemäßigten Strömungen innerhalb der Frauenbewegung in Berlin heraus. Diese, die Entwicklung lähmenden Streitereien in Berlin zwischen gemäßigten und radikalen Gruppierungen, allen voran mit Clara Zetkin (1857–1933), wurde nicht auf die ferne Provinz Ostpreußen übertragen. Hier überwog das soziale Engagement von „höheren Töchtern“ und Ehefrauen von Politikern und Wissenschaftlern. Daher setzte sich hier 1890, zwei Jahre nach der Gründung des Berliner Vereins Frauenwohl, der gemäßigte Königsberger Verein Frauenwohl unter der Leitung von Pauline Bohn durch. Er führte zu deutlichen Verbesserungen der Frauenrechte in der Haus- und Landwirtschaft.
Nachfolgeorganisationen in Ostpreußen waren der Gewerkverein der Heimarbeiterinnen (1904–1914) unter Helene Neumann, die den ersten Tarif für Heimarbeiterinnen durchsetzte, und der 1914 gegründete Königsberger Hausfrauenbund unter der Vorsitzenden Olga Friedemann. Dem zunehmenden Einfluss aus dem Osten begegnete 1915 Hedwig Heyl in Berlin mit der Gründung des Deutschen Hausfrauenbundes aus einem Verband deutscher Hausfrauenvereine (VDH). In der Literatur Stengel befindet sich auch der Hinweis auf die anlässlich der Königsberger Kant-Feier (1924) erfolgte Umbenennung des DHB im Verband der Hausfrauenvereine in den Reichsverband deutscher Hausfrauenvereine (RDH).

## Aufgaben und Ziele

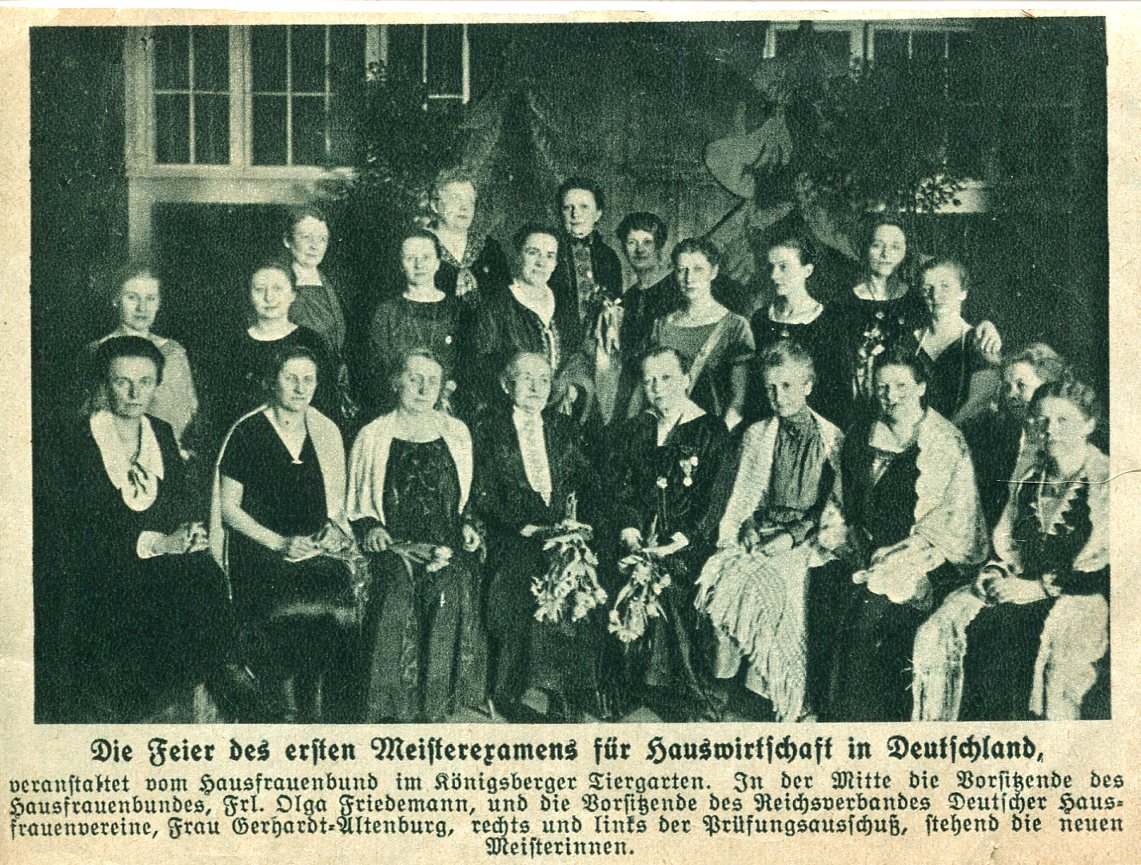
Das Staatsexamen der ersten "Meisterinnen der Hauswirtschaft" wurde 1926 in Königsberg abgelegt.

Der Reichsverband deutscher Hausfrauenvereine, dessen Bezeichnung trotz der Umbenennung 1924 in der Literatur überwiegend von 1915–1935 ausgegeben wird, richtete sein Augenmerk ganz auf die Erfolgsgeschichte des Königsberger Hausfrauenbundes aus und widmete sich folgenden Aufgaben: Gründung einer eigenen Stellenvermittlung für Hauspersonal, Aufhebung der preußischen Gesindeordnung, Einführung eines Hausgehilfengesetzes, tarifliche Anerkennung der Heimarbeiterinnenarbeit, gesetzliche Regelung des Lehrlingswesens in der Hauswirtschaft, Anerkennung der Berufsbezeichnung „Meisterin der Hauswirtschaft“, Einrichtung einer Sterbekasse.
Der Königsberger Hausfrauenbund trat 1919 in den RDH. 1920 folgte die Aufnahme auch aller kleineren ostdeutschen Hausfrauenbünde (VOH) in den Reichsverband. Olga Friedemann aus Königsberg brachte in den RDH 14 Jahre ihre Erfahrungen als 3. Vorsitzende (1. Vorsitzende 1924 Frau Gerhardt-Altenburg und 1931 Maria Jecker aus Aachen) ein. Im Gesamtvorstand des RDH und in dessen Ausschuss für Bau- und Wohnungszwecke vertrat zudem Helene Neumann, ebenfalls vom KHB-VOH kommend, von 1921 bis 1935 die Interessen der in Ostpreußen erreichten Fortschritte. Olga Friedemann und Helene Neumann hatten im Vorstand und in den Ausschüssen des RDH solch großen Einfluss, dass sie die hauswirtschaftliche Berufsausbildung in das „Berufsausbildungsgesetz“  sowie das „Arbeitsnachweisgesetz“ und das „Lebensmittelgesetz“ nach ostdeutschem Vorbild einbrachten.
1924 fand die 7. Arbeitstagung der RDH in Königsberg statt, von der eine Signalwirkung für die aus Königsberg geforderte staatlich anerkannte Berufsausbildung hervorging: 1926 war es dann soweit: Über den „Königsberger Hausfrauenbund“ wurde im Reichsverband Deutscher Hausfrauenvereine (RDH) die staatlich anerkannte Prüfung zur „Meisterin der Hauswirtschaft“ erstmals in Königsberg für ganz Deutschland abgenommen.
Im Februar 1926 legten die ersten zwölf Hausfrauen ihre Meisterprüfung an der Ostpreußischen Mädchengewerbeschule ab.
1931 war der RDH gut aufgestellt und die meisten früher undenkbaren Gesetze für die Rechte der Frau in der Hauswirtschaft durchgesetzt. Geschäftsführender Vorstand: Vorsitzende Frau Maria Jecker, Aachen, Evelina Trostdorff, Bremen und Olga Friedemann, Königsberg; Ehrenvorsitzende: Hedwig Heyl, Berlin; Ehrenmitglieder: Dora Martin, Nowawes und Johanna Warscher, Kassel; Organ: "Deutsche Hausfrau", Schriftleitung Maria Jecker. Acht Ausschüsse. Olga Friedemann war die Vorsitzende im wichtigsten Ausschuss für die hauswirtschaftliche Berufsausbildung.

## Gleichschaltung und Eingliederung in das Deutsche Frauenwerk
Mit der Machtübernahme 1933 durch die Nationalsozialisten wurden alle regionalen Hausfrauenvereine im RDH genauso gleichgeschaltet, wie es bei dem Verein Ostdeutscher Hausfrauenbünde (VOH) mit seinem größten Verein, dem Königsberger Hausfrauenbund, gehandhabt wurde: Es erfolgte die Gleichschaltung mit nur kleinen Umbenennungen innerhalb der Vorstände. „Die neuen Vorstände wurden von ‚Gaufrauengeschäftsführerinnen‘ ausdrücklich anerkannt“ „Ab 1. Januar 1936 wurde die Arbeit der einzelnen deutschen Hausfrauenverbände in alle entsprechenden Kreise aller deutschen Gaue geleitet und in das Deutsche Frauenwerk als Fachsäule Abteilung Volkswirtschaft-Hauswirtschaft eingegliedert.“
Der Einfluss des KHB auf den RDH stellt sich auch anschaulich anhand der Geschichte des RDH-Logos dar: Dieses Logo mit den sternförmig angeordneten ostpreußischen Hausfrauenbünden mit den im Zentrum gelegenen Initialen HFB (Hausfrauenbund) wurde von der Graphikerin Helene Neumann für den Königsberger Hausfrauenbund nach 1914 geschaffen und später für das Organ "Ostdeutsche Hausfrauenzeitung" ab 1926 verwendet. 1924 bis 1933 nahm der RDH das Logo unverändert (!) für sich in Anspruch (siehe Abb. 1 dieser Seite). Nach der Gleichschaltung 1933 wurde im Jahr 1935 das bisherige Organ des RDH, "Deutsche Hausfrau", ersetzt durch die Ostdeutsche Hausfrauenzeitung, z. B. der Nummer Jg. 10 (1935), mit dem Logo Helene Neumanns, jedoch mit den Initialen "RDH". Heute findet sich das Logo Helene Neumanns mit sternförmig angeordneten Hausfrauenbünden um das Zentrum mit den Initialen DHB beim heutigen Deutschen Hausfrauenbund.

## Geschichte nach 1945
Wegen der naheliegenden Verwechslungsmöglichkeit, der "Reichsverband deutscher Hausfrauenbünde" (RDH) könnte nationalsozialistischen Ursprungs gewesen sein, griff man nach dem Zweiten Weltkrieg zurück auf den Ursprungsnamen des RDH zu Zeiten Hedwig Heyls 1915: Seit wohl 1949 gibt es wieder den "Deutschen Hausfrauenbund" DHB. 1959 wurde das 10-jährige Bestehen des DHB an seinem Sitz in Herford gefeiert. Erste Vorsitzende war Lotte Ückermann. Heute existiert der "Deutsche Hausfrauenbund. Berufsverband der Haushaltsführenden mit dem Hauptsitz in Bonn unter der Bezeichnung DHB – Netzwerk Haushalt, Berufsverband der Haushaltsführenden. Auch dieser Verein hat das ursprüngliche Logo Helene Neumanns vom Königsberger Hausfrauenbund (1914) übernommen, in dem die einzelnen Hausfrauenbünde bzw. heutigen Vereine sternförmig um das Zentrum, jetzt mit den Initialen DHB gruppiert sind.